# Niżnieżurawskij
Niżnieżurawskij (ros. Нижнежуравский) – chutor w Rosji, w obwodzie rostowskim, w rejonie konstantinowskim. W 2010 liczył 491 mieszkańców.